# Chiesa di San Nicolò (Carasco)
La chiesa di San Nicolò è un luogo di culto cattolico situato nella frazione di Paggi, in piazza Acquario Fortunato, nel comune di Carasco nella città metropolitana di Genova. La chiesa è sede della parrocchia omonima del vicariato di Sturla e Graveglia della diocesi di Chiavari.

## Storia e descrizione

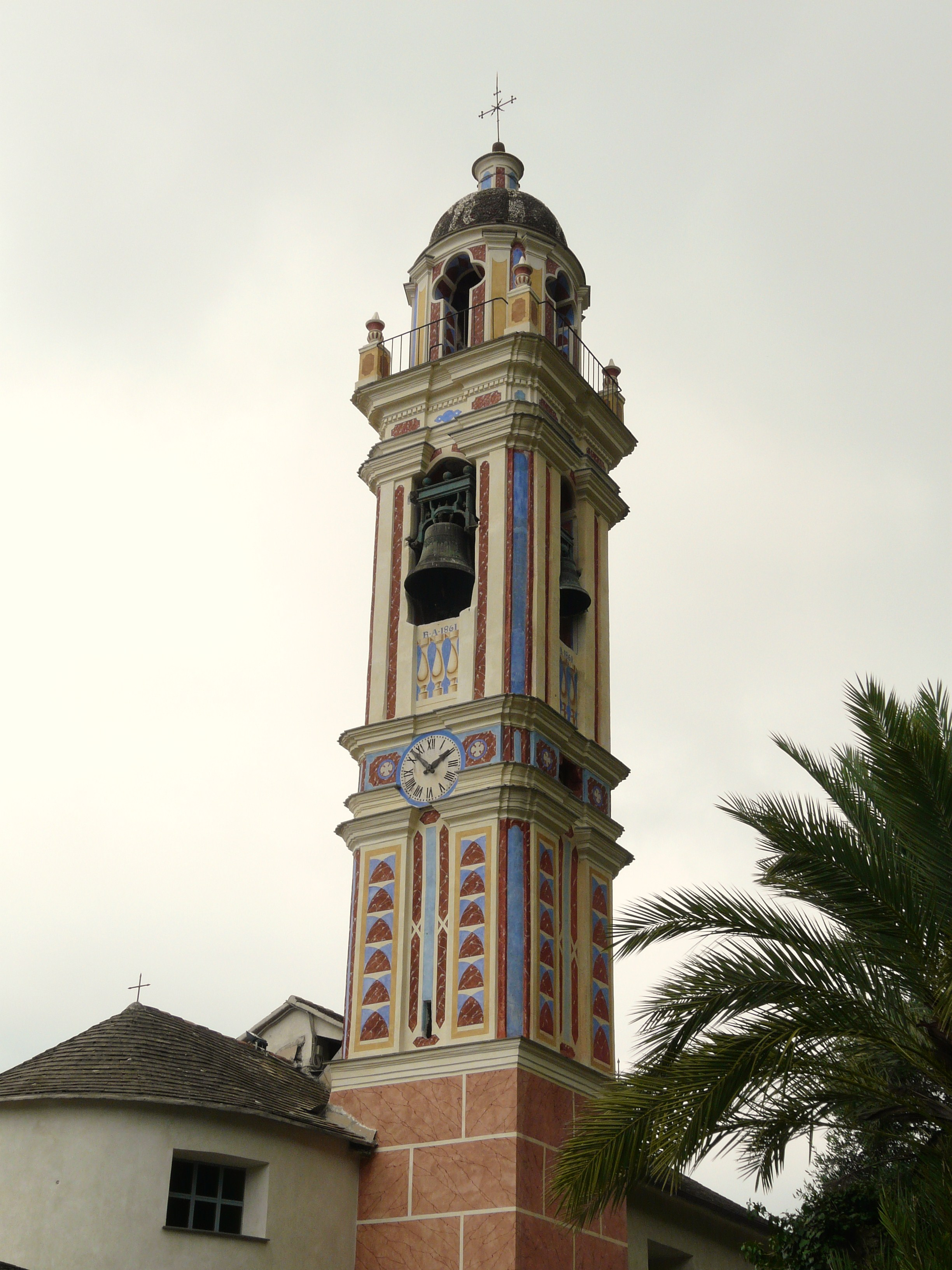
Il campanile

Sita nella frazione di Paggi, essa appare fra il verde opaco degli olivi che la circondano, sorgendo al centro del versante meridionale del monte Paggi. Nel 1220 la chiesa di Paggi è già elevata al titolo di parrocchiale, ed il suo rettore, prete Bernardo, è segnato come testimonio in un atto del 23 maggio dello stesso anno.
La chiesa attuale fu riedificata ad una navata con tre altari nel 1666, in sostituzione dell'altra più antica, eretta, come si crede, dai monaci Benedettini di Graveglia. Essa ha una lunghezza di 10.25 metri e una larghezza complessiva di 6.75 metri, oltre il presbiterio e il coro di 7 m., che le sorge dalla parte di levante.
Nel 1735 furono aggiunti alti due altari ai tre già esistenti, tutti in cotto. Il primo a destra, entrando in chiesa, è dedicato a san Luigi Gonzaga; il secondo al Santissimo Crocifisso; il terzo che è l'altare maggiore con tabernacolo in marmo a san Nicolò; il quarto alla Santissima Annunziata ed il quinto a santa Caterina Fieschi Adorno di Genova, detta la "Perla dei Fieschi".
Il pavimento marmoreo della chiesa fu eseguito nel 1822; l'organo attuale fu collocato nel 1881 e il pulpito di marmo nel 1899. Il campanile, provvisto d'orologio, sorregge quattro grosse e ben concertate campane in tonalità di Re3, il cui suono spandendosi nella sottostante convalle, giunge alle popolazioni che vivono sulle sponde del torrente Entella. La canonica attuale fu costruita nel 1869 - 1870 sulle rovine della precedente. Le feste primarie sono: san Nicolò, l'Annunziata e san Luigi Gonzaga. Il campanile è stato restaurato nel 2006.